# Fornirowanie

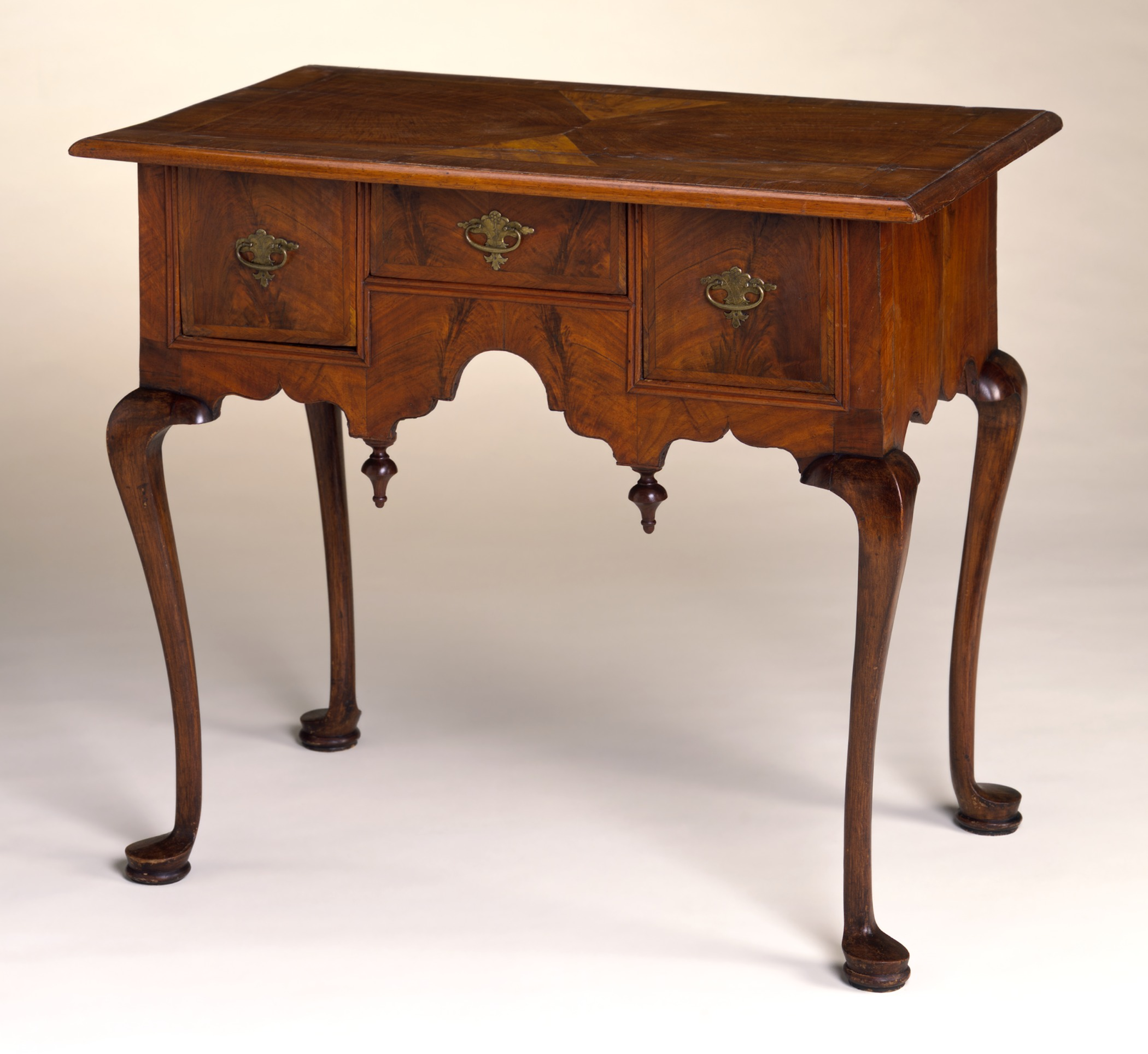
Toaletka, fornir orzechowy, XVIII wiek, Muzeum Sztuki hrabstwa Los Angeles

Fornirowanie – pokrywanie materiału, najczęściej drewnianego lub drewnopodobnego, warstwą drewna o wyższej jakości – forniru, dzięki czemu przy obniżonym koszcie można zbudować dany produkt (np. front mebli, drzwi), tak aby wyglądał jak zbudowany z litego i cenniejszego drewna.
Na okleinę stosowano odmiany drewna twardego o pięknej barwie lub rysunku słojów np. heban, mahoń, palisander.  Wykorzystywano także drewno o nieprawidłowym przebiegu włókien jak: falistość (jesion, brzoza), czeczotowatość (brzoza, topola), pączki śpiące (brzoza, jawor), plamy barwne (orzech).

Metodę okleinowania znano już w starożytnej Grecji i Egipcie.  
W wiekach średnich potrafiono uzyskać tylko niewielkie kawałki okleiny, stąd można było stosować ją do intarsji, certosiny. W  XVIII wieku potrafiono już wykonać większe arkusze i  do meblarstwa wprowadzono fornirowanie dużych powierzchni. Technika ta  rozpowszechniła się w Niderlandach, Niemczech, Francji, a w XIX wieku taki sposób zdobienia  wprowadzono na skalę przemysłową w wielu krajach Europy.
 
W związku z mechanizacją produkcji drewno zaczęto okleinować z obu stron. Zewnętrzną stronę deski cenniejszym gatunkiem, wewnętrzną, spodnią (zwaną blintem lub kontrą) oklejano pospolitym gatunkiem, jednak o zbliżonej wytrzymałości na rozciąganie.